# Щекатихина-Потоцкая, Александра Васильевна
Алекса́ндра Васи́льевна Щекати́хина-Пото́цкая (8 [20] мая 1892, Александровск, Екатеринославская губерния — 23 октября 1967, Ленинград) — русская и советская художница, график, мастер росписи по фарфору.

## Биография
Воспитывалась в патриархальной староверческой семье. Начальное образование получила в Александровской гимназии. По окончании, в 1908 году, уехала в Санкт-Петербург. Училась в рисовальной школе Общества поощрения художеств в Петербурге в 1908—1915 годах у Ивана Билибина, Николая Рериха (1913—1915), Яна Ционголинского, Владимира Щуко.
В 1910 году в качестве поощрения получила право совершить путешествие по русскому Северу. В поездке вместе с Щекатихиной участвовала Мария Лебедева, также ученица рисовальной школы. Летом 1912 года, в числе других учеников, работала с Николаем Рерихом над росписью Храма Святого Духа в Талашкино.
В 1913 году была направлена в заграничную командировку, побывала в Греции, Италии, Франции. В Париже училась в академии Рансона у Поля Серюзье, Феликса Валлоттона и Мориса Дени.
Учёбу в рисовальной школе завершила в 1915 году. Ещё будучи ученицей, обратилась к декоративно-прикладному искусству, работала над оформлением оперных постановок, создавала сценические костюмы. В декабре 1918 года была приглашена С. Чехониным для работы в филиале цеха живописи, который был создан на базе училища Штиглица. В этом же году стала работать на Государственном фарфоровом заводе, где начала работу над эскизами и композициями росписей, а позже и над скульптурными формами. На первой выставке изделий завода, прошедшей в 1918 году, экспонировалось около двадцати её произведений. До отъезда за границу трудилась на заводе пять лет, её работы участвовали во множестве выставок по стране и за рубежом. На Всемирной выставке в Париже (1925) получила медаль. В 1923 году была командирована от ГФЗ в Берлин на фарфоровую мануфактуру.
От первого брака с юристом Николаем Филипповичем Потоцким (1881—1920) имела сына Мстислава (1916—1998).
Жена Ивана Билибина с февраля 1923 года. Вместе с мужем в конце года отправилась в путешествие по Абиссинии, Палестине, Сирии, Египту. В поездке делала многочисленные зарисовки архитектуры, одежды местного населения, изделий декоративно-прикладного искусства. На основании своих дорожных впечатлений создала графические работы и композиции росписей по фарфору, темой служили как древняя история Ближнего Востока, так и его современная жизнь. В 1925 году супруги приехали во Францию, поселились в Париже. Щекатихина работала для театра, создавала также росписи для севрского и лиможского фарфора. В 1926 году в галерее Дрюэ состоялась персональная выставка художницы. Её эскизы росписей для Ленинградского фарфорового завода экспонировались в Милане на международной выставке (1927) и были удостоены почётного диплома.
В 1936 году Билибин и Щекатихина вернулись в Ленинград. Александра Васильевна продолжила работу на ЛФЗ под руководством Н. Суетина. Во время войны супруги оставались в блокадном городе. Щекатихина не прекращала своей работы на заводе. Овдовела в 1942 году. В 1944 году была награждена орденом «Знак почёта». В 1967 году умерла. Похоронена на Большеохтинском кладбище.

## Творческий почерк
Из тех художников, что привлёк для работы на Государственном фарфоровом заводе С. Чехонин, А. Щекатихина-Потоцкая была наиболее самобытным мастером. На формирование её авторского почерка оказали влияние украинское народное искусство, знакомое ей с детства; работа в Талашкине и связанное с ней изучение древнерусского декоративного искусства; общение с Рерихом, сыгравшим значительную роль в её развитии; учёба в академии Рансона. Росписи по фарфору Щекатихиной исполнены в узнаваемой «яркой своеобразной живописной манере». Её произведения, как чисто декоративные, так и агитационный фарфор (над которым она работала в основном в 1920—1921 годах), исполнены одинаково раскованно, с необычайным оптимизмом. Надписи легко и естественно перемежаются с элементами орнамента и изображениями, создавая цельные гармоничные композиции. Несмотря на то, что в её наследии работы революционной тематики составляют небольшую часть, они остаются одним из значительных явлений в области советского агитационного фарфора.

## Семья
- Первый муж — юрист Николай Филиппович Потоцкий (1881—1920)
  - сын Мстислав (1916—1998)
- Второй муж — художник Иван Билибин (1876—1942)